# 필리핀 제2공화국
필리핀 제2공화국(필리핀어: Repúbliká ng Pilipinas, Republic of the Philippines 또는 일본어: フィリピン共和国)은 태평양 전쟁을 일으킨 일본군이 미국 식민지였던 필리핀 자치령을 점령한 후, 1943년 10월 14일에 세운 필리핀 괴뢰 국가의 현재의 호칭이다.
마누엘 L. 케손은 마닐라를 무방비 도시로 선언하고, 호르헤 B. 바르가스를 시장으로 남겨두고 떠났다. 일본군은 1942년 1월 2일 마닐라에 입성해서, 이곳을 수도로 지정했다. 그리고 1942년 5월 6일 코레히도르 전투 이후 필리핀을 완전히 장악했다.
혼마 마사하루 장군은 필리핀 자치령을 해체하는 칙령을 반포하고, 1942년 1월 바르가스를 장관으로 하는 비도(필리핀 군도) 행정부를 과도 정부로 설립했다.

## 개요
1899년에 필리핀은 에밀리오 아기날도 대통령 하에서 필리핀 제1공화국을 건국했지만, 독립을 인정하지 않는 미국과 필리핀-미국 전쟁에서 치열한 전투를 벌인 후, 미군에 진압되어 해체되었다. 이 전쟁 중 필리핀 정부는 무기를 조달하기 위해 마리아노 폰세를 일본에 파견했고, 일본인 지사들이 필리핀 독립을 지원하기 위해 독립 전쟁에 가담하는 등 일본과 필리핀의 보이지 않은 관계가 구축되어 있었다. 필리핀 제1공화국 붕괴 후 아르테미오 리카르테 장군은 일본에 망명하면서 필리핀 독립의 기회를 엿보고 있었다.
태평양 전쟁이 발발하고 1942년 1월 2일에 일본군이 필리핀에 상륙하면서, 미국의 식민지인 필리핀 자치령의 마누엘 케손 대통령은 수도 마닐라를 ‘무방비 도시’로 선언하고, 호르헤 B. 바르가스를 마닐라 시장으로 남겨두고 탈출했다. 일본군은 코레히도르 전투(Battle of Corregidor) 이후, 1942년 5월 6일에 필리핀을 완전히 제압했다. 혼마 마사하루 중장은 필리핀 자치령을 해체하고 ‘비도 행정부’라는 임시 정부를 세워, 바르가스를 첫 장관으로 내세웠다. 정당은 당파색이 없는 ‘칼리바피’(KALIBAPI, Kapisanan sa Paglilingkod sa Bagong Pilipinas라는 명칭은 타갈로그어로 ‘신 필리핀 건설 봉사단’이라는 뜻)로 대체되었다. 칼리바피 장관은 베니그노 아키노로 이후에 암살된 베니그노 아키노 주니어의 아버지로, 제15대 대통령 베니그노 아키노 3세의 할아버지였다. 또한 리카르테는 일본이 필리핀에 승리하자 친일 무장 조직 마카필리를 조직하여 일본에 협조했고, 미국에 의해 축출당한 초대 대통령 아기날도도 일본을 지원했다.

## 독립
1943년 9월 4일, 필리핀 국회 의사당에서 특별 전체 대표자 회의(호세 라우렐을 중심으로 한 ‘독립 준비위원회’와 칼리바피 등으로 구성)에 의해 필리핀 헌법 초안이 제출되어 9월 7일에 가결되었다. 1943년 9월 20일에는 각 지역 의회 및 시의회에서 칼리바피 대의원이 당연직 원정 멤버로 54명의 주지사와 시장과 그들 자신의 사이에서 필리핀 하원 (국회)의 54명 의원을 선출했다. 1943년 9월 20일, 라우렐을 수반으로 하는 ‘독립 준비위원회’가 결성되었다. 9월 25일에는 국회에서 만장일치로 라우렐을 대통령으로 선출하여 가결시켰다. 9월 30일에는 라우렐 독립 준비위원회 위원장을 비롯한 필리핀 정부 인사들이 도쿄를 방문하고, 도조 히데키 총리를 비롯한 일본 정부 수반과 회담을 가졌다. 이때 친일 협력 행적으로 라우렐 바르가스에 대해 1등훈장(勲一等旭日大綬章)을, 아키노는 2등훈장(勲二等瑞宝章)을 받았다.
1943년 10월 14일 오전 9시 45분 마닐라 국회 의사당 앞 광장에서 독립 깃발 기념식이 거행되었다. 필리핀 방면군 사령관 구로다 시게노리 중장(黒田重徳, 이후 마닐라 군사 법정에서 종신형 판결)은 바르가스 행정부 장관에 군정의 철폐를 통보했다. 행사에서는 라우렐 대통령이 1등훈장(勲一等旭日大綬章)을 패용하고 취임 연설을 했다.
1943년 11월 5일에는 도쿄에서 열린 대동아 회의에 괴뢰 국가로 참여했다. 미군이 다시 필리핀을 점령하자 필리핀 제1공화국의 경우와 마찬가지로 와해되었다.

## 같이 보기
- 필리핀 자치령
- 필리핀 혁명
- 필리핀-미국 전쟁
- 태평양 전쟁